# Wildwood (New Jersey)
Wildwood – miasto w Stanach Zjednoczonych, w stanie New Jersey, w hrabstwie Cape May.